# Clima della Toscana
| A (perumido) Im > 100 B3-B4 (umido) 80 < Im < 100 B1-B2 (umido) 20 < Im < 80 | C2 (subumido) 0 < Im < 20 C1 (subarido) −33,3 < Im < 0 D (semiarido) Im < −33,3 |

| Aeronautica Militare ENAV |

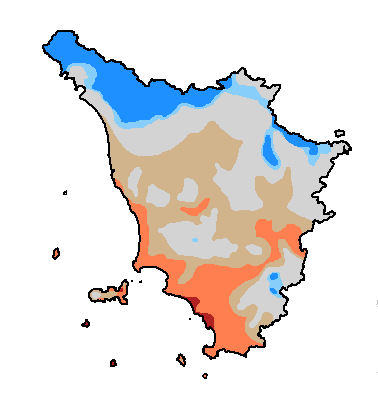
Classificazione climatica della Toscana secondo Thornthwaite

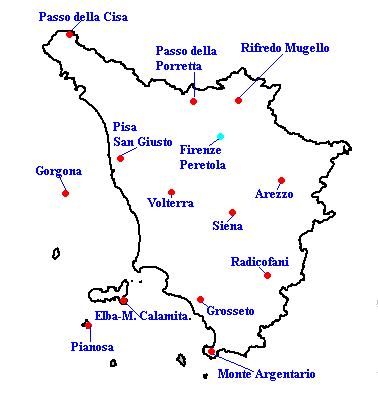
Carta delle stazioni meteorologiche ufficiali in Toscana

Il clima della Toscana presenta caratteristiche diverse da zona a zona, essendo influenzato sia dal mare che bagna la regione a ovest, sia dalla dorsale appenninica che delimita il territorio prima a nord e poi a est. Le correnti d'aria che caratterizzano il clima della Toscana presentano spesso andamenti diversi a nord e a sud dell'Isola d'Elba, che con il suo Monte Capanne tende a comportarsi come una sorta di «spartiacque» a livello meteorologico.
(Detto popolare toscano)

## Temperature

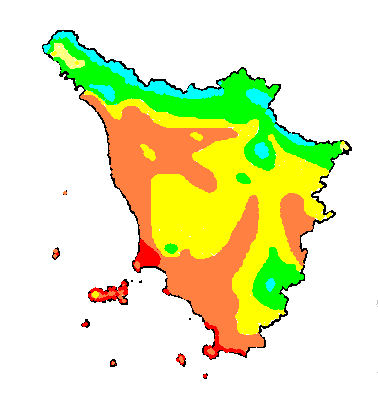
Carta della temperatura media annua in Toscana

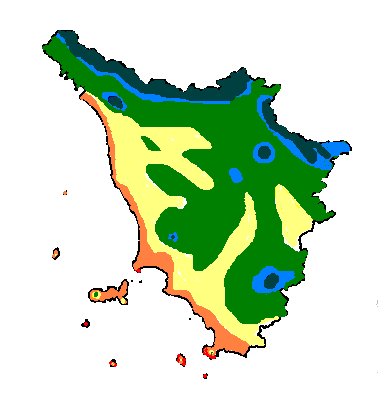
Carta della temperatura media di gennaio

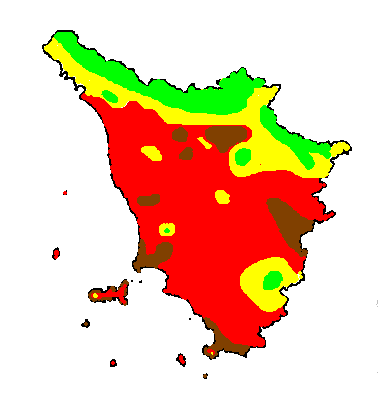
Carta della temperatura media di luglio

| <10,5 °C 10,5-13 °C 13-15 °C | 15-16,5 °C >16,5 °C |

| <2 °C 2-4 °C 4-6 °C | 6-8 °C 8-10 °C >10 °C |

| <20 °C 20-22 °C | 22-24 °C >24 °C |

### Fascia costiera
La fascia costiera presenta un clima tipicamente mediterraneo con temperature medie annue attorno ai 15,5 °C nel tratto a nord di Cecina e ai 16,5 °C lungo la costa maremmana; il valore medio annuo più elevato si registra presso la stazione meteorologica di Pianosa, sull'omonima isola, dove si sfiorano i 17 °C. La parte settentrionale della regione, comprendente le province e le coste di Lucca, Pisa e Massa, sono caratterizzate da un clima molto più umido rispetto al resto della costa meridionale. 
I valori medi di gennaio si aggirano mediamente tra gli 8  e i 10 °C (temperature minime difficilmente sotto zero; ma in caso di ondate di freddo particolarmente intense le temperature possono andare sotto zero fin sul mare), con valori anche superiori su alcune isole dell'Arcipelago meridionale; le medie di luglio si attestano tra i 23 e i 25 °C (massime generalmente al di sotto dei 35 °C, ma in caso di anticiclone africano subtropicale le temperature possono arrivare a 36/37 °C) accompagnati da alti tassi di umidità; ad esempio +39,5 ºC, Pisa,  agosto 2003; + 38,6 ºC, Pisa, giugno 2025; + 36,9 ºC, Viareggio, giugno 2019. Risultano moderate le escursioni termiche sia annue che giornaliere, anche se negli ultimi anni il clima risulta nettamente cambiato.
Le zone più miti si riscontrano nelle isole più meridionali dell'Arcipelago Toscano, dove le temperature diurne possono mantenersi con facilità intorno ai 15 °C anche in pieno inverno, mentre le aree più fredde sono quelle a ridosso delle Alpi Apuane, che vedono qualche minima sotto zero nell'arco di un anno.

### Entroterra
L'entroterra presenta in pianura temperature medie annue appena inferiori rispetto ai valori medi della corrispondente linea di costa: ciò è dovuto all'accentuarsi della continentalità e delle escursioni termiche sia annue che giornaliere.
I valori medi di gennaio sono generalmente compresi tra i 4 °C e i 7 °C, mentre quelli di luglio sono generalmente compresi tra 24 °C e 26 °C.
La differenza maggiore rispetto alla fascia costiera si riscontra tuttavia nelle temperature minime invernali, che spesso scendono sotto zero, in particolare in condizioni di alta pressione con inversione termica e contemporaneo effetto albedo (primato assoluto regionale in pianura i −23,5 °C a Empoli nel gennaio 1985 e, tra le stazioni ufficiali, i −23,2 °C a Firenze Peretola il 12 gennaio 1985) e nelle massime estive che possono facilmente raggiungere i 40 °C (primato storico regionale di +43,1 °C ad Antella il 6 agosto 2003 e, tra le stazioni ufficiali, di +42,6 °C a Firenze Peretola il 26 luglio 1983).
Salendo di altitudine, i valori di temperatura tendono generalmente a diminuire di 0,7-0,8 °C ogni 100 m di quota. Le zone più fredde sono quelle di Pistoia e Arezzo, mentre quella più mite sono le aree più prossime alla costa. Sui rilievi la neve cade abbondante nell'inverno, che è anche piuttosto freddo (medie di −1 °C a 800 m di quota), e massime estive piuttosto alte (media di +28 °C in luglio sempre a 800 m di quota). Generalmente la neve compare, anche se in quantità ridotte (talvolta eccezionali come nel 2012), nei fondovalle e nelle zone pianeggianti più prossime ai rilievi appenninici.

### Valori estremi
Di seguito, sono indicati i valori delle temperature estreme annue registrate presso alcune delle stazioni meteorologiche presenti nel territorio regionale, i cui dati sono reperibili negli annali idrologici regionali e negli archivi di ENAV, Aeronautica Militare, UCEA e NOAA che ne costituiscono le fonti (alcune stazioni idrologiche risultano essere urbane, a differenza di quelle ufficiali).

#### Temperature massime assolute
- Antella +43,1 °C (agosto 2003).
- San Colombano +43,0 °C (agosto 2003).
- Suvereto +42,8 °C (luglio 1983).
- Firenze Peretola +42,6 °C (luglio 1983).
- San Gimignano +42,6 °C (luglio 1983).
- Cortona +42,5 °C (luglio 1952).
- Pistoia +42,4 °C (agosto 1943); un valore errato di +43,4 °C, dovuto a errore di trascrizione o di misurazione, è stato registrato il 22 luglio 1982.
- Arezzo San Fabiano +42,1 °C (agosto 2017).
- Empoli Prunecchio +42,0 °C (agosto 1958 e luglio 1983); valori errati, nettamente sovrastimati per probabili errori di misurazione, sembrano essere i +43,0 °C del 5 agosto 1984 e del 15 agosto 1985, i +42,5 °C del 13 luglio 1984 e i +42,0 °C del 27 luglio 1985.
- Larciano Castelmartini +42,0 °C (luglio 1945).
- Bibbona Casa Forestale +41,6 °C (luglio 1952).
- Borgo San Lorenzo +41,6 °C (luglio 1952).
- Firenze Ximeniano +41,6 °C (luglio 1983).
- Grosseto Centro +41,5 °C (agosto 1943).
- Foiano della Chiana +41,0 °C (luglio 1983).
- Prato +41,0 °C (luglio 1952).
- Arezzo Molin Bianco +40,5 °C (luglio 1962).
- Sorano Pratolungo +40,5 °C (luglio 1955).
- Monte Argentario +40,4 °C (agosto 2017).
- Prato Galceti +40,4 °C (agosto 2003).
- Grosseto Aeroporto +40,2 °C (agosto 1958 e agosto 2003).
- Lucca +40,2 °C (agosto 2003).
- Massa Marittima +40,0 °C (luglio 1983).
- Pienza Madonnina +40,0 °C (agosto 2000, agosto 2003 e luglio 2005); i valori di +41,0 °C del 17 agosto 1998 e di +40,0 °C del 27 luglio 1998 e del 2 agosto 1998 appaiono nettamente sovrastimati.
- Stia +39,8 °C (luglio 1952).
- Siena Poggio al Vento +39,6 °C (luglio 1952).
- Collesalvetti Nugola +39,5 °C (agosto 1981); un valore di +39,8 °C, che appare nettamente sovrastimato, è stato registrato il 23 agosto 1960.
- Firenze Museo La Specola +39,5 °C (agosto 1868 e luglio 1881).
- Pisa Facoltà di Agraria +39,5 °C (agosto 1943 e agosto 2011).
- Alberese Casello Idraulico +39,4 °C (agosto 1974); un valore errato, nettamente sovrastimato, appare quello di +39,5 °C del 12 agosto 1979, dovuto a probabili errori di trascrizione o misurazione.
- Firenzuola +39,1 °C (agosto 2017).
- Radicofani +38,6 °C (agosto 1947).
- Siena Università +38,6 °C (luglio 1983).
- Follonica +38,5 °C (agosto 1969).
- Manciano +38,5 °C (agosto 1974).
- Pisa San Giusto +38,5 °C (agosto 2011), il valore di +39,0 °C del 29 luglio 2005 appare nettamente sovrastimato.
- Portoferraio +38,5 °C (agosto 1974).
- Livorno Osservatorio Meteorologico +37,8 °C (luglio 1905).
- Castel del Piano +37,5 °C (agosto 1998).
- Massa +37,5 °C (luglio 1950).
- Gorgona (stazione Arsia-Toscana) +37,4 °C (agosto 2003).
- Cottede +37,2 °C (agosto 2017).
- Elba-Monte Calamita +37,2 °C (agosto 2017).
- Viareggio +36,8 °C (agosto 2001).
- Orbetello Terra Rossa +36,0 °C (luglio 1983 e agosto 1992).
- Passo Porretta (vecchia sede a 932 m s.l.m., periodo 1946-1963) +35,0 °C (agosto 1947).
- Volterra (stazione Aeronautica Militare) +34,9 °C (luglio 2005).
- Pracchia +34,7 °C (agosto 1998 e agosto 2017).
- Acquerino (stazione ARPA) +34,5 °C (luglio 1983).
- Vallombrosa +34,5 °C (agosto 1943).
- Pianosa +34,2 °C (luglio 1952).
- Gorgona (stazione Aeronautica Militare) +34,1 °C (agosto 1964).
- Rifredo Mugello +33,6 °C (agosto 1998).
- Passo della Cisa +32,6 °C (agosto 1974).
- Lago Paduli +31,1 °C (agosto 2012).
- Passo Porretta (sede attuale a 1313 m s.l.m., dal 1963 in poi) +28,4 °C (agosto 1974 e agosto 1998).

#### Temperature minime assolute
- Firenzuola −26,0 °C (gennaio 1985).
- Empoli Prunecchio −23,5 °C (gennaio 1985).
- Firenze Peretola −23,2 °C (gennaio 1985).
- Borgo San Lorenzo −22,0 °C (gennaio 1985).
- Arezzo Molin Bianco −20,2 °C (gennaio 1985).
- Palazzo del Pero −20,0 °C (gennaio 1968 e gennaio 1985).
- Larciano Castelmartini −19,7 °C (gennaio 1985).
- Passo della Cisa −18,8 °C (gennaio 1947).
- Acquerino (stazione ARPA) −17,0 °C (febbraio 1956).
- Passo Porretta (vecchia sede a 932 m s.l.m., periodo 1946-1963) −17,0 °C (gennaio 1947).
- Passo Porretta (sede attuale a 1313 m s.l.m., dal 1963 in poi) −16,6 °C (marzo 1971 e febbraio 1991).
- Pracchia −16,5 °C (gennaio 1985).
- Lago Paduli −16,0 °C (febbraio 1956 e dicembre 2005).
- Vallombrosa -15,6 °C (gennaio 1985).
- Cottede −15,3 °C (gennaio 1947 e gennaio 1985).
- Rifredo Mugello −15,0 °C (gennaio 1979).
- Sorano Pratolungo −15,0 °C (dicembre 1991).
- Arezzo San Fabiano −14,5 °C (gennaio 1985).
- Pisa San Giusto −13,8 °C (gennaio 1985).
- Prato −13,8 °C (gennaio 1985).
- Stia −13,6 °C (gennaio 1968); mancano i dati del gennaio 1985.
- Castel del Piano −13,4 °C (gennaio 1985).
- Lucca −13,4 °C (gennaio 1985).
- Radicofani −13,3 °C (gennaio 1979).
- Alberese Casello Idraulico −13,2 °C (gennaio 1985).
- Grosseto Aeroporto −13,2 °C (gennaio 1985).
- Pistoia −13,0 °C (febbraio 1929 e gennaio 1985).
- Firenze Ximeniano −12,9 °C (dicembre 1849).
- Pisa Facoltà di Agraria −12,8 °C (gennaio 1985).
- Firenze Museo La Specola −12,5 °C (dicembre 1849).
- Foiano della Chiana −12,5 °C (gennaio 1963).
- Prato Galceti −12,2 °C (gennaio 1985).
- Massa Marittima −12,0 °C (gennaio 1963).
- Monte Argentario −11,7 °C (gennaio 1963).
- Pienza Osservatorio Meteorologico −11,5 °C (dicembre 1940).
- Siena Poggio al Vento −11,1 °C (febbraio 1991).
- Cortona −10,5 °C (gennaio 1985).
- Suvereto −10,1 °C (gennaio 1985).
- Collesalvetti Nugola −10,0 °C (gennaio 1985).
- Follonica −10,0 °C (gennaio 1985).
- Grosseto Centro −10,0 °C (gennaio 1985).
- Manciano −10,0 °C (gennaio 1963).
- Siena Università −10,0 °C (gennaio 1979 e febbraio 1929).
- Elba-Monte Calamita −9,9 °C (gennaio 1963).
- San Gimignano −9,5 °C (gennaio 1985).
- Bibbona Casa Forestale −9,0 °C (febbraio 1956 e gennaio 1963).
- Volterra −9,0 °C (febbraio 1991).
- Viareggio −8,7 °C (gennaio 1985).
- Orbetello Terra Rossa −7,6 °C (febbraio 1956).
- Livorno Osservatorio Meteorologico −7,0 °C (gennaio 1985).
- Massa −6,9 °C (gennaio 1985).
- Gorgona (stazione Aeronautica Militare) −5,4 °C (gennaio 1963).
- Portoferraio −5,0 °C (febbraio 1956).
- Pianosa −3,4 °C (gennaio 1963).

## Nuvolosità
| 3,5-3,7 okta 3,7-3,9 okta | 3,9-4,1 okta 4,1-4,3 okta |

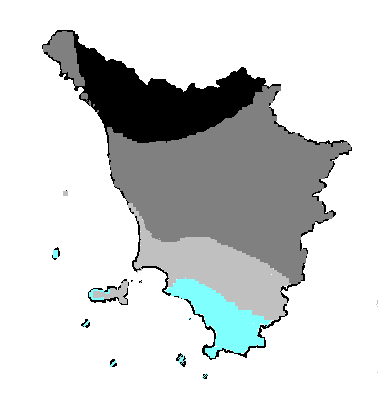
Carta della nuvolosità media annua in Toscana

La distribuzione della nuvolosità sulla regione presenta una grande variabilità, sia a livello mensile per ciascuna area o località esaminata che a livello distributivo territoriale.
Esaminando il trentennio 1961-1990 l'area con minore copertura nuvolosa risulta quella della fascia costiera e pianeggiante sublitoranea meridionale, corrispondente alla Maremma grossetana, oltre alle aree litoranee delle isole dell'Arcipelago Toscano, che fanno registrare il valore medio giornaliero pari od inferiore ai 3,5 okta giornalieri. La nuvolosità tende a fare registrare valori medi giornalieri superiori man mano che si procede verso nord (meno lontano dal Mar Ligure) e verso le aree appenniniche interne per l'accentuazione dell'effetto stau orografico, fino a raggiungere i massimi superiori ai 4,3 okta giornalieri tra la Versilia, le Alpi Apuane, la Garfagnana e l'area dell'Appennino Tosco-Emiliano pistoiese in primis.
Tra le stazioni meteorologiche ufficiali che hanno rilevato un sufficiente numero di dati per effettuare l'elaborazione statistica nel medesimo trentennio di riferimento climatico, il valore medio annuo inferiore viene registrato a Grosseto Aeroporto con 3,5 okta giornalieri, mentre il valore medio annuo superiore viene raggiunto al Passo Porretta con 4,9 okta giornalieri, passando attraverso i 3,8 okta giornalieri di Monte Argentario, i 3,9 okta giornalieri del Monte Calamita sull'Isola d'Elba, i 4,2 okta giornalieri di Firenze Peretola, di Pisa San Giusto e di Radicofani, i 4,4 okta giornalieri di Volterra e i 4,5 okta giornalieri di Arezzo Molin Bianco.
In generale, il mese di luglio è quello che fa registrare la minore nuvolosità per tutte le aree e le località della Toscana, mentre i mesi con i massimi di nuvolosità possono variare nelle diverse zone regionali, venendo comunque registrati alternativamente a novembre, dicembre, gennaio, febbraio o aprile.

## Precipitazioni

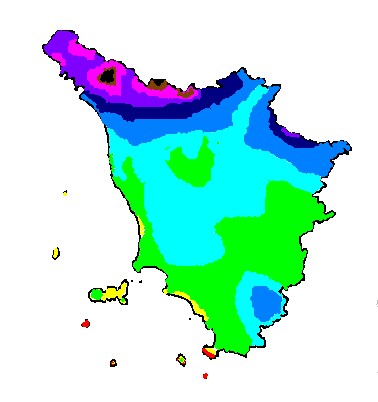
Carta delle precipitazioni medie annue

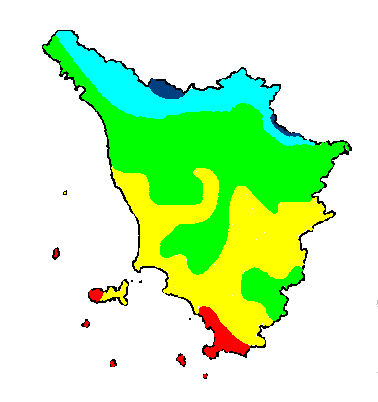
Carta dei giorni di pioggia (≥ 1 mm) medi annui

| <450 mm 451-650 mm 651-850 mm 851-1.050 mm 1.051-1.250 mm | 1.251-1.450 mm 1.451-1.650 mm 1.651-1.850 mm 1.851-2.050 mm >2.050 mm |

| <60 giorni 61-80 giorni 81-100 giorni 101-120 giorni >120 giorni |

### Fascia costiera
Lungo la costa, le precipitazioni raggiungono i valori massimi annuali lungo il litorale della Versilia con valori oscillanti tra i 900 e i 1100 mm distribuiti in circa 90-100 giorni annui; i valori pluviometrici risultano così elevati nella parte settentrionale per l'estrema vicinanza al mare delle Alpi Apuane, esposte agli umidi venti che soffiano dal terzo quadrante (ponente, libeccio e ostro). In Versilia, lungo il litorale pisano e nella parte settentrionale della costa della Maremma livornese le piogge si concentrano in primavera e autunno.
Al contrario, a sud di Livorno, le precipitazioni tendono gradualmente a diminuire, scendendo a valori attorno ai 500 mm distribuiti in meno di 60 giorni annui nella Maremma grossetana, con minimi presso l'Argentario (419 mm) e sulle isole meridionali dell'Arcipelago Toscano (Pianosa 404 mm). Lungo l'intera riviera maremmana le piogge sono concentrate nei mesi autunnali e nel breve periodo di transizione tra inverno e primavera, mentre sulle isole dell'Arcipelago Toscano le precipitazioni si verificano prevalentemente nel periodo a cavallo tra l'autunno e l'inverno.
Sulle isole dell'Arcipelago Toscano, in tutta la Maremma grossetana e nella parte centro-meridionale della Maremma livornese sono ricorrenti prolungati periodi di siccità che determinano anche situazioni di aridità strutturale.

### Entroterra
Nell'entroterra pianeggiante e collinare, le precipitazioni registrano i valori minori in Val d'Orcia, Val di Chiana e nelle Crete senesi dove si aggirano mediamente tra i 600 e i 700 mm annui distribuiti in circa 70 giorni; al contrario, in prossimità della dorsale appenninica, i valori sono superiori ai 900 mm. Nell'entroterra lucchese e in Garfagnana si sfiorano medie che vanno dai 1200 mm ai 1300 mm di precipitazioni annue.
Le piogge sono concentrate prevalentemente in primavera e autunno nella parte centro-settentrionale della Toscana, mentre nella parte meridionale della regione sono distribuite in modo quasi uniforme in tutte le stagioni, con minimi nel periodo a cavallo tra la primavera e l'estate (vedere le medie di Radicofani nel paragrafo dei dati statistici).

### Aree montuose
Le aree montuose sono le più piovose della regione, con valori oltre i 2000 mm annui sulle vette più elevate delle Alpi Apuane e dell'Appennino Tosco-Emiliano.
Durante l'inverno, sui monti è presente molto spesso la neve, pur presentandosi differenze nelle quote dello zero termico tra la dorsale appenninica e i rilievi montuosi isolati come il Monte Amiata, il Monte Cetona e le vette più elevate delle Colline Metallifere. Lungo l'Appennino, infatti, lo zero termico raggiunge quote inferiori rispetto ai rilievi più isolati e la neve cumulata risulta maggiore a parità di quota. Nelle aree montuose appenniniche le precipitazioni risultano ben distribuite in tutte le stagione, con minimi estivi non particolarmente accentuati.

## Classificazione climatica
In base alle considerazioni fatte su temperature e piovosità, si può dividere il territorio in tre distinte fasce bioclimatiche:
- La fascia costiera (comprendente l'immediato entroterra) a clima mediterraneo (rari giorni di gelo, due mesi di siccità estiva); in realtà solo alcune stazioni meteorologiche hanno clima nettamente mediterraneo (Livorno, Bibbona, Suvereto, Grosseto, Orbetello e Alberese), le altre sono di transizione;
- La fascia dell'entroterra (pianure interne e bassa e media collina) a clima temperato submediterraneo;
- la fascia montana a clima temperato fresco.

Le vette più alte hanno un clima temperato d'altitudine.

### Zone climatiche omogenee
| < 1000 1000-1099 1100-1199 1200-1299 1300-1399 1400-1499 | 1500-1599 1600-1699 1700-1799 1800-1899 1900-1999 | 2000-2099 2100-2199 2200-2299 2300-2399 2400-2499 2500-2599 | 2600-2699 2700-2799 2800-2899 2900-2999 ≥ 3000 |

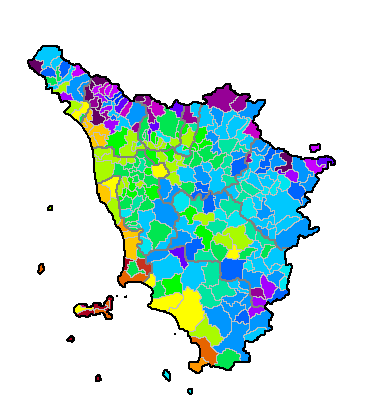
I gradi giorno, inversamente proporzionali alle temperature medie, danno una misura approssimata delle zone più fredde e più calde della regione

Esaminando l'andamento delle temperature minime e massime e delle escursioni termiche, nonché le distribuzioni e i dati pluviometrici con i relativi bilanci idrici, il territorio regionale può essere suddiviso in 14 distinte zone climatiche omogenee:
1. Alpi Apuane: interessa il territorio montuoso delle Alpi Apuane.
2. Appennino: comprende le zone montuose della dorsale appenninica.
3. Subappennino settentrionale: interessa gran parte delle valli appenniniche e i maggiori rilievi della Toscana centro-meridionale.
4. Crinale settentrionale: comprende le aree esposte a nord, situate sia sul crinale appenninico che sugli altri rilievi montuosi.
5. Crinale orientale: include le aree esposte a est, situate sia sul crinale appenninico che sugli altri rilievi montuosi.
6. Zona pedemontana: comprende le aree pedemontane, sia dell'Appennino che dei rilievi isolati della Toscana centro-meridionale.
7. Area collinare centrale: nella parte centro-occidentale della regione, interessa gli interi territori collinari delle province di Livorno (compresi i promontori e il settore occidentale montuoso dell'Isola d'Elba), Pisa, Lucca e Pistoia; nella parte centrale comprende il Montalbano, il Chianti fiorentino e senese e le Colline Metallifere; nella zona orientale della Toscana include parte delle colline del Chianti aretino, della Val di Chiana e della Valtiberina, mentre nell'area meridionale della regione interessa le colline della Valle dell'Ombrone e l'area più interna delle Colline dell'Albegna e del Fiora.
8. Area interna: interessa le aree di bassa collina e le valli tra le province di Arezzo e Siena e l'estremità orientale dell'area del tufo in provincia di Grosseto.
9. Valli interne: la zona climatica include tutte le valli minori nell'entroterra della regione, raggiungendo la fascia costiera a sud della foce del fiume Cecina.
10. Valdarno: include l'intera area del medio e alto Valdarno, comprese le città di Firenze e Arezzo.
11. Piana pisana: include tutta l'area costiera e pianeggiante tra la costa apuana, la Versilia, il litorale pisano e la città di Livorno, inoltrandosi verso l'interno nel basso Valdarno e nella piana di Lucca fino alla Valdinievole.
12. Val di Cornia: comprende l'area del promontorio di Piombino, la fascia costiera meridionale della provincia di Livorno e gran parte della valle del fiume Cornia.
13. Grossetano: comprende gran parte dell'area settentrionale e centrale della provincia di Grosseto, fino alla zona occidentale dell'area del tufo, il settore centrale dell'Isola d'Elba e tutte le altre isole dell'Arcipelago Toscano.
14. Basso grossetano: interessa tutta la fascia costiera e l'immediato retroterra pianeggiante e collinare compreso tra le propaggini meridionali dei Monti dell'Uccellina e il confine con il Lazio, compresi il promontorio dell'Argentario e il settore orientale dell'Isola d'Elba.

## Neve
0-5 cm
     5-20 cm
     20-50 cm
     50-100 cm
     > 100 cm
     0-1 giorno
     1-10 giorni
     10-25 giorni
     25-50 giorni
     > 50 giorni

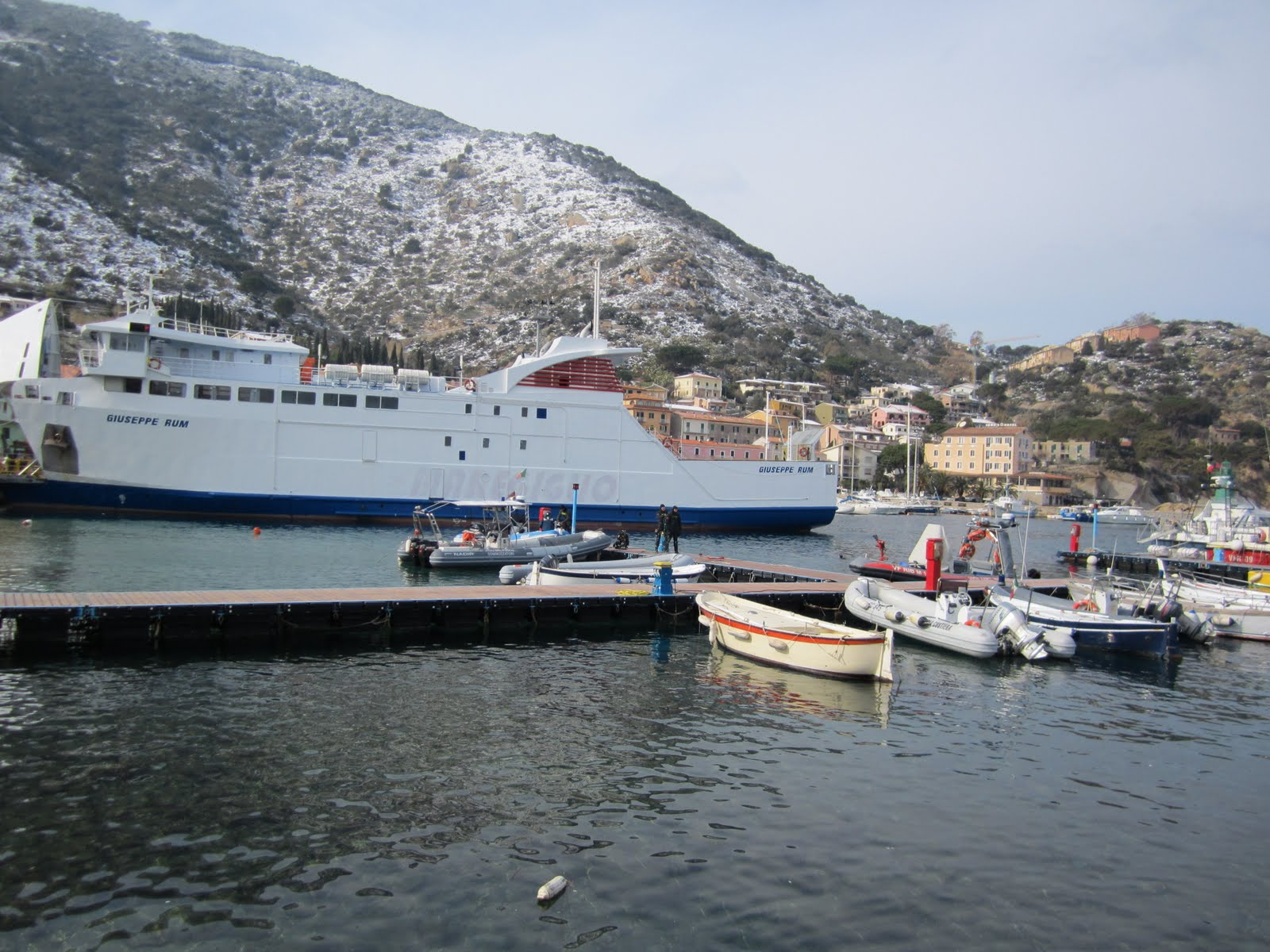
Promontori dell'Isola del Giglio innevati nel febbraio 2012 visti da Giglio Porto

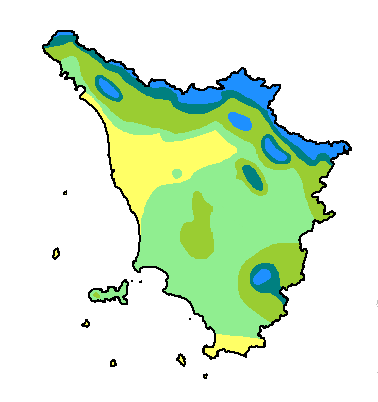
Precipitazioni nevose annue in Toscana
0-5 cm
5-20 cm
20-50 cm
50-100 cm
> 100 cm

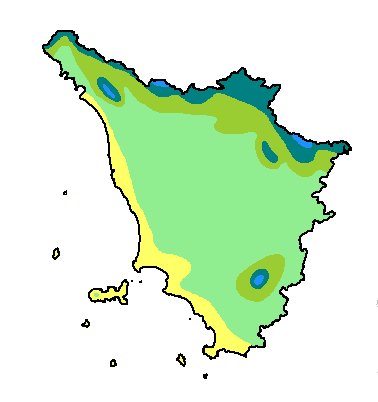
Durata media del manto nevoso in Toscana
0-1 giorno
1-10 giorni
10-25 giorni
25-50 giorni
> 50 giorni

La dorsale appenninica protegge quasi interamente la regione nella stagione invernale dai gelidi venti del primo quadrante (tramontana, grecale, levante) rendendo il clima meno rigido, a parità di latitudine, rispetto al versante orientale della penisola italiana; per lo stesso motivo, sono piuttosto modesti i fenomeni nevosi al di sotto dei 400 m di quota.
La neve è molto rara nelle aree pianeggianti delle province di Grosseto e Livorno, un po' meno rara nelle province di Pisa, Lucca e Firenze (ultimi episodi con discreti accumuli nelle suddette pianure si sono avuti il 28 dicembre 2005 nella piana fiorentina, tra il 18 e il 19 dicembre 2009 nella piana pistoiese e pratese e in misura minore in quella fiorentina, il 17 dicembre 2010 in tutte le aree pianeggianti settentrionali, tra il 31 gennaio e il 1º febbraio 2012 lungo la costa e la pianura livornese e nelle valli interne del basso Pisano, del Senese e dell'Aretino), mentre le province di Prato e Pistoia vedono generalmente due o tre episodi di neve ogni inverno (anche se spesso senza accumuli).
Pistoia è la provincia più nevosa della Toscana per quanto riguarda la pianura, seguita a ruota da Prato, che vedono almeno un accumulo per ogni inverno; la città relativamente più nevosa è Arezzo.
Le nevicate risultano pertanto rarissime lungo la fascia costiera, soprattutto su costa apuana, Versilia, litorale pisano, nelle città di Livorno e Piombino, nel tratto meridionale del litorale della Maremma grossetana e nei tratti costieri delle isole dell'Arcipelago Toscano, dove invece si imbianca molto più spesso a causa dell'altitudine il Monte Capanne all'estremità occidentale dell'Isola d'Elba.

### Precipitazioni nevose medie annue
In base alla mappa sulla nevosità media annua in Italia espressa in cm annui, va segnalato un accumulo totale medio annuo inferiore tra 0 e 5 cm nel medio-basso Valdarno, lungo la fascia costiera a nord di Cecina, lungo la costa meridionale e nella corrispondente area pianeggiante interna tra i Monti dell'Uccellina e il confine con il Lazio e su gran parte delle isole dell'Arcipelago Toscano.
Un accumulo totale medio annuo compreso tra i 5 e i 20 cm interessa la fascia costiera compresa tra Cecina e i Monti dell'Uccellina, parte dell'Isola d'Elba, alcune pianure interne e l'intera area collinare (a Pistoia media di circa 15 cm).
Le aree montane presentano accumuli medi annui tra i 20 e i 100 cm, risultando maggiori lungo la dorsale appenninica che sui rilievi più isolati della Toscana centro-meridionale.
Negli anni più recenti dal 2001 al 2012, in base ai rilevamenti effettuati presso le rispettive stazioni meteorologiche dell'Aeronautica Militare, gli accumuli nevosi medi annui sono stati di 8,25 cm ad Arezzo, di 0,83 cm a Grosseto e di 0,25 cm a Pisa.

### Frequenza delle nevicate
In base alla mappa sulla frequenza delle precipitazioni nevose in Italia, espressa in numero di giorni medi annui con almeno 1 cm di caduta di neve, l'intera fascia costiera continentale e insulare della Toscana vede una frequenza media inferiore a un giorno annuo; la stessa fascia interessa anche la corrispondente area pianeggiante e basso-collinare sublitoranea, penetrando maggiormente nell'entroterra meridionale della regione, lungo le valli dei principali corsi d'acqua come Ombrone e Albegna.
L'entroterra regionale, sia pianeggiante che basso-collinare, oltre all'area alto-collinare e montuosa del Monte Capanne sull'Isola d'Elba, vedono una frequenza media compresa tra 1 e 5 giorni annui, che sale all'intervallo compreso tra 5 e 10 giorni annui per le aree collinari appenniniche e per le zone alto-collinari e montane delle pendici antiappenniniche, tra cui anche gran parte dei rilievi delle Alpi Apuane.
La vetta del Monte Amiata vede, invece, una frequenza media compresa tra i 10 e i 15 giorni annui, così come i rilievi più elevati delle Alpi Apuane e gran parte della dorsale appenninica, dove però la frequenza è maggiore a parità di quota, arrivando fino ai 15-25 giorni medi annui, con punte superiori ai 25 giorni annui sui rilievi più elevati della Montagna pistoiese e dell'Appennino lucchese e massese.

### Durata media del manto nevoso
In base alla mappa sulla durata media del manto nevoso in Italia espressa in numero di giorni annui, l'intero litorale della Toscana è interessato da una durata media del manto nevoso compresa tra 0 e 1 giorno, valore che tende a interessare anche le aree pianeggianti e le prime propaggini collinari della Toscana meridionale.
L'intera area interna pianeggiante e collinare presenta durate medie tra 1 e 10 giorni (minore in pianura e maggiore in collina), l'area del Monte Amiata tra i 10 e i 50 giorni, mentre sulle vette più alte dell'Appennino la durata media del manto nevoso può aggirarsi localmente anche fino a 60 giorni. Sulle vette più alte del nord della regione, in annate particolarmente favorevoli, la neve può durare da ottobre fino a maggio-giugno.

## Eliofania
| <5,5 ore al giorno 5,5-6 ore al giorno 6-6,5 ore al giorno 6,5-7 ore al giorno >7 ore al giorno |

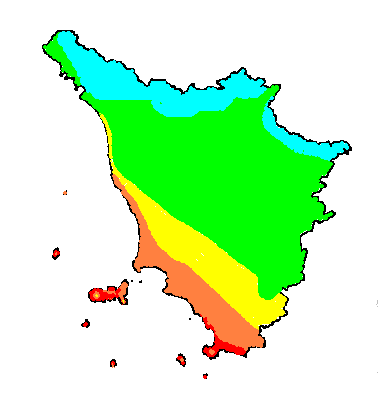
Carta dell'eliofania assoluta media annua

L'eliofania (durata del soleggiamento) risulta essere maggiore lungo la fascia costiera rispetto all'entroterra corrispondente. Lungo il litorale grossetano meridionale raggiunge valori prossimi ai massimi assoluti dell'intero territorio nazionale italiano, con una media annuale di oltre 7 ore giornaliere (valore minimo in dicembre con una media di circa 4 ore al giorno e valori massimi superiori alle 11 ore giornaliere in giugno e luglio). Ciò è dovuto, sia all'orografia della zona (assenza di rilievi montuosi che ostacolano l'insolazione) che al particolare microclima con scarse precipitazioni e un elevatissimo numero di giorni all'anno con cielo completamente sereno.
Valori medi giornalieri compresi tra 6,5 e 7 ore si registrano l'intero tratto costiero della provincia di Livorno, lungo il litorale grossetano settentrionale e sulle corrispondenti zone interne pianeggianti e collinari. Medie giornaliere tra 6 e 6,5 ore si verificano lungo la costa a nord di Livorno e in gran parte delle zone interne e appenniniche della Toscana settentrionale e orientale.

## Venti
(Antico proverbio toscano)
Lungo il litorale e sulle isole dell'Arcipelago, i venti prevalenti sono a regime di brezza, soprattutto in condizioni anticicloniche e durante il periodo compreso tra marzo e ottobre. Durante questi mesi, in presenza di un centro di alta pressione situato in posizione settentrionale rispetto alla regione, possono soffiare venti dai quadranti settentrionali nelle zone interne, mentre lungo le coste a metà giornata può avvenire comunque la rotazione a brezza: in questo contesto il cambio di circolazione al suolo avviene generalmente nelle aree pianeggianti prossime alla costa, dove si possono verificare situazioni opposte, sia di calma assoluta di vento che di venti variabili di moderata intensità.
Il periodo compreso tra l'ultima decade di ottobre e la prima decade di marzo vede prevalere i venti di tramontana e di grecale su quasi tutta la regione; in presenza di questa circolazione, le coste della Versilia ricevono venti di scirocco, che si originano per effetto orografico, mantenendo le caratteristiche tipiche dei venti del primo quadrante: mentre le Alpi Apuane bloccano le correnti d'aria al suolo da nord e da nord-est, esse riescono a entrare risalendo la costa versiliese e apuana da sud-est verso nord-ovest, penetrando dallo sbocco del basso Valdarno e della valle del Serchio. I venti del primo quadrante raggiungono la loro massima intensità lungo l'intera fascia costiera centro-meridionale, sulle coste settentrionali e orientali delle isole e in tutte le pianure e le valli interne che hanno il medesimo orientamento della direzione del vento (medio e basso Valdarno, Val di Bisenzio, Val di Chiana, Valle dell'Ombrone e Area del Tufo).
La primavera e l'autunno sono maggiormente soggette all'ingresso di correnti meridionali di scirocco e di libeccio. Mentre la massima intensità dei venti del secondo quadrante si registra sulle isole meridionali dell'Arcipelago e sulla Maremma grossetana, i venti del terzo quadrante possono soffiare in modo molto sostenuto sulle isole settentrionali dell'arcipelago e sul litorale continentale situato a nord dell'Isola d'Elba, con possibili mareggiate lungo l'intero tratto della costa pisano e livornese.

## Stagioni

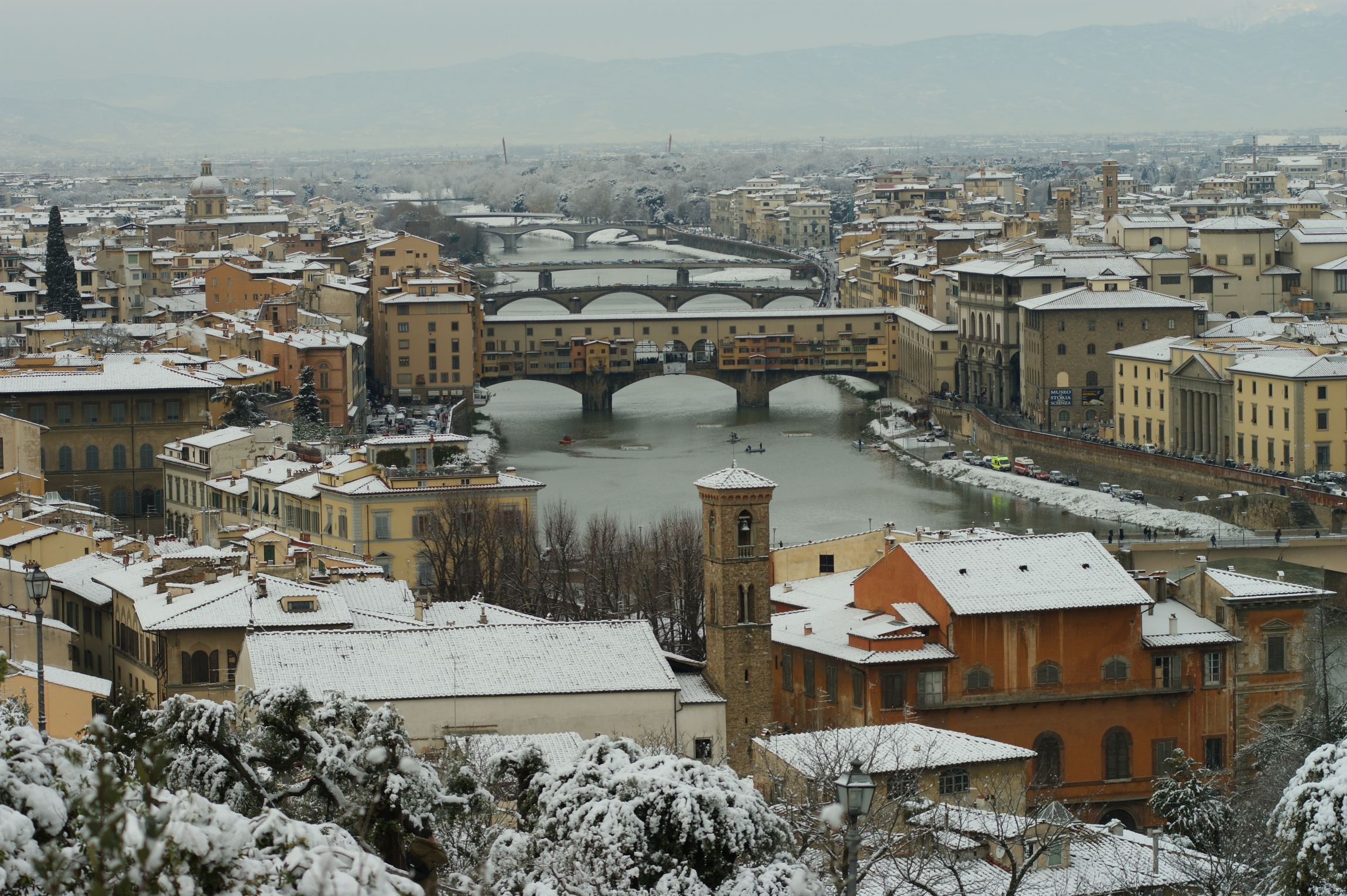
Firenze innevata il 19 dicembre 2009

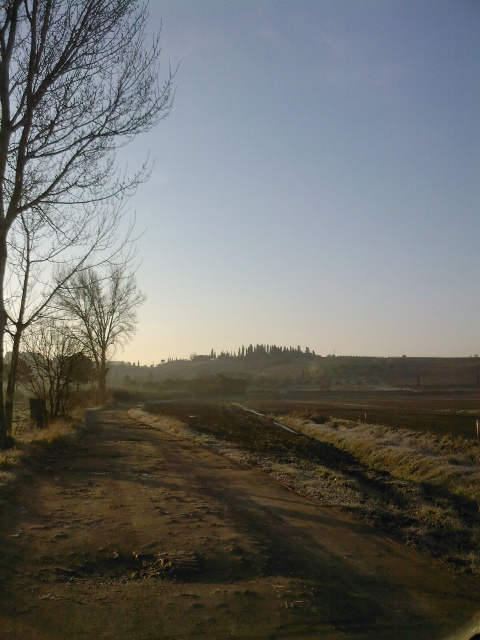
Campagna toscana. Empoli (Firenze)

### Inverno
(Francesco Guccini)
L'inverno meteorologico (dicembre, gennaio e febbraio) è caratterizzato dal transito delle ultime perturbazioni atlantiche nel mese di dicembre che, sul finire del periodo, lasciano spazio all'espansione dell'Anticiclone delle Azzorre che spesso si fonde con la propaggine sud-occidentale dell'Anticiclone russo-siberiano, creando una situazione di blocco e di tempo stabile nel mese di gennaio e nella prima parte di febbraio, con frequenti episodi di inversione termica. In questo periodo risulta molto sporadico il passaggio di sistemi frontali atlantici; possono verificarsi con più probabilità discese di aria fredda e secca dalla Porta della Bora che continua a garantire tempo stabile ma ventoso con bassissimi tassi di umidità, oppure di aria artica marittima dalla valle del Rodano che, invorticandosi sul Mediterraneo occidentale, può portare precipitazioni nevose anche a quote molto basse (talvolta fino in pianura e molto raramente lungo le coste).
La seconda parte del mese di febbraio può risentire ancora di discese di aria fredda dalle latitudini settentrionali, anche se generalmente proprio in questo periodo tende a riattivarsi la circolazione atlantica con fasi moderatamente perturbate, soprattutto nella parte centro-settentrionale della regione, alternate a periodi soleggiati con temperature miti.
Durante tutta la stagione invernale, in condizioni di cielo sereno con inversione termica, le temperature minime possono essere prossime, uguali o inferiori a zero, soprattutto nelle pianure e nei fondovalle interni. I valori minimi assoluti si sono registrati, per effetto albedo, con il rasserenamento del cielo a seguito di fenomeni nevosi a quote pianeggianti; quasi tutte le località toscane hanno fatto registrare i loro minimi storici di temperatura nel gennaio 1985 (−23,2 °C a Firenze, −13,8 °C a Pisa, −13,4 °C a Lucca, fino ad arrivare alla meno fredda Livorno che scendeva fino a −7 °C) o nei mesi di gennaio 1963, febbraio 1929, 1956 e 1991 e 2012 e marzo 1971, tutti e tre caratterizzati da precipitazioni nevose a tutte le quote su tutto il territorio regionale. Storico fu l'inverno 1963 che regalò nevicate anche in pianura su gran parte del territorio regionale durante distinte ondate di gelo dei mesi di gennaio, febbraio e marzo; molto freddi furono anche i mesi di dicembre del 1973, 1988, 1996 e 2010, i mesi di gennaio del 1941,1947, 1968, 1979, 1981 e 1987 e il mese di febbraio del 1963 1965, 1969, 1986, in parte di febbraio del 1993 e 2018 (ultima decade).

### Primavera
La primavera meteorologica (marzo, aprile e maggio) è caratterizzata da circolazioni atmosferiche molto variabili nel tempo che, soprattutto nei mesi di marzo e aprile, alternano periodi con temperature molto miti, anche superiori ai 20 °C di massima (molto caldi marzo 1968, 1974, 1989, 1990, 1991, 1997 e 2012 e aprile 1968, 2000, 2006, 2007,2011 e 2018), a improvvisi ma brevi colpi di coda del freddo con temperature minime prossime od inferiori allo zero e, talvolta, anche con qualche nevicata anche in pianura (marzo 1949, 1956, 1958, 1962, 1963, 1971, 1973, 1976, 1987, 1993, 1998, 2005 e 2010; aprile 1970, 1973, 1995, 2001 e 2003); il mese di maggio si caratterizza per un graduale aumento delle temperature, sia minime che massime, che nella seconda metà del mese possono già avere caratteristiche estive nelle pianure interne e nelle zone meridionali della regione (molto caldi i mesi di maggio del 1945, 1953, 1986, 1997, 2001, 2009; "freddi", invece, i mesi di maggio 1935, 1957, 1962, 1970, 1980, 1984, 1991 e 2019).
Nei 3 mesi primaverili possono transitare anche numerosi sistemi perturbati atlantici, soprattutto nella parte settentrionale della regione, maggiormente esposta ai venti occidentali e meridionali e all'influsso della depressione ligure che spesso si forma sul Golfo Ligure; la fascia costiera meridionale può, invece, iniziare a conoscere le prime fasi di siccità moderata.

### Estate
(Curzio Malaparte, Maledetti toscani)
L'estate meteorologica (giugno, luglio e agosto) è caratterizzata da prolungati periodi di stabilità atmosferica, intervallati da episodi temporaleschi più probabili nella prima metà di giugno e nel mese di agosto. Nel nuovo millennio si sono registrate le tre estati più calde della storia da quando vengono effettuati i rilevamenti termometrici: quella del 2003, quella del 2012 e quella del 2015.
Il mese di giugno, stabile nella parte meridionale della regione, può riservare il transito delle ultime perturbazioni atlantiche che possono apportare piogge e temporali nelle province settentrionali e nelle zone a ridosso dei rilievi. Le temperature possono subire numerose variazioni, facendo registrare valori gradevoli sotto l'influenza dell'Anticiclone delle Azzorre, o molto elevati con la risalita di aria calda da latitudini meridionali (giugno 1935, 1945, 1947, 1965, 1982, 1990, 2002, 2003, 2005, 2006, 2012, 2014, 2017, 2019).
Il mese di luglio è il più caldo e il più siccitoso dell'anno su tutta la regione. Numerose località della Toscana meridionale possono fare registrare precipitazioni nulle; eccezioni particolarmente piovose sono da considerarsi in varie zone della regione i mesi di luglio del 1926, 1966, 1976, 1989, 2002. Nelle pianure interne le temperature possono sfiorare, toccare o addirittura superare i 40 °C, valore raggiunto o superato nel mese di luglio ad Arezzo (1916, 1962, 1983, 2005 e 2007), Firenze (1945, 1947, 1983 e 2005), Grosseto (1938), Pistoia (1928), Prato (1945 e 1952) e Siena (1947) sotto l'influenza dell'Anticiclone subtropicale africano (situazione che ha caratterizzato i mesi di luglio del 1928, 1938, 1945, 1947, 1950, 1952, 1958, 1962, 1968, 1982, 1983, 1988, 1990, 1994, 1998, 2003, 2005, 2006, 2007, 2010, 2012, 2015 e 2017). Le aree dove vengono registrate le temperature massime più elevate sono la pianura che si estende tra le città di Firenze, Prato e Pistoia, la Val di Chiana a sud di Arezzo, le conche intercollinari dell'area del tufo e la parte più interna della pianura maremmana a nord di Grosseto. Raramente il mese di luglio si presenta perturbato, come per esempio nel 1932, 1976 e 2014.
Il mese di agosto può essere caratterizzato dal prolungamento delle condizioni atmosferiche di luglio, seppur con valori di temperatura mediamente inferiori ma con temperature massime ancora elevate, con punte di 40 °C storicamente raggiunte e superate ad Arezzo (1981, 2003, 2012), Firenze (1861, 1958, 1974, 2003, 2011, 2012 e 2013), Grosseto (1943, 1956, 1958 e 2003), Lucca (2003 e 2011), Pistoia (1943, 2003 e 2011), Prato (1943, 1985, 2003, 2011 e 2012) e Siena (1947). Tra i mesi di agosto particolarmente caldi vanno ricordati quelli del 1943, 1947, 1956, 1958, 1971, 1973, 1974, 1981, 1985, 1987, 1988, 1992, 1994, 1998, 2000, 2001, 2003, 2009, 2011, 2012, 2013, 2015 e 2017. In altre annate, il mese di agosto può tuttavia anticipare la circolazione atlantica autunnale con fasi temporalesche (meno probabili nelle province meridionali) seguite da giornate soleggiate con temperature più gradevoli. La seconda situazione può generare anche condizioni atmosferiche molto perturbate che, seppur anomale, possono fare del mese di agosto quello più piovoso dell'anno in alcune località della regione, come già accaduto nel 1975, 1976, 2002 e 2010.
Analizzando il trimestre meteorologico estivo nel suo complesso, per quanto riguarda i valori estremi tra le città capoluogo di provincia la soglia dei 40 °C finora non è mai stata raggiunta o superata a Massa, Pisa e Livorno.

### Autunno
(Dante Alighieri)
L'autunno meteorologico (settembre, ottobre e novembre) è la stagione più piovosa per tutte le località della Toscana.
Il mese di settembre può ancora essere caratterizzato da situazioni di tempo stabile sotto l'influsso dell'Anticiclone delle Azzorre e, molto più raramente, con l'Anticiclone subtropicale africano (1943, 1949, 2011, prima decade 1946, 1973 e 2008, seconda decade 1975), o lasciare il posto al flusso atlantico perturbato che caratterizza in misura maggiore i mesi di ottobre e di novembre, con precipitazioni talvolta anche molto intense se non tragiche, come già accaduto nel 1966.
I periodi soleggiati di transizione tra una perturbazione atlantica e l'altra, possono regalare ancora giornate moderatamente calde a ottobre, con temperature massime anche al di sopra dei 25 °C; unica eccezione è l'ondata di freddo dell'ottobre 1974, durante la quale si registrarono alcune gelate notturne anche in pianura e una serie di nevicate anche a quote collinari, che interessarono anche Volterra con un giorno di neve (a quote montuose si verificarono un giorno di neve a Badia Tedalda, due giorni di neve a Radicofani e a Rifredo Mugello, tre giorni di neve al Passo della Cisa, quattro giorni di neve a Camaldoli e ben sei giorni di neve al Passo Porretta).
Nel mese di novembre si hanno invece maggiori sbalzi di temperatura, con valori massimi che possono essere ancora gradevoli e valori minimi che possono scendere repentinamente verso lo zero, in caso di afflusso di aria fredda da latitudini settentrionali (molto freddi i mesi di novembre 1973, 1975, 1988 e 1998).

## Stazioni meteorologiche
Di seguito è riportato la suddivisione per provincia delle varie stazioni meteorologiche presenti nel territorio regionale, le cui medie climatiche sono state generalmente calcolate basandosi sui dati relativi al trentennio di riferimento climatico 1961-1990, fissato convenzionalmente dall'Organizzazione Meteorologica Mondiale per il calcolo dei dati medi climatologici.
Tra le varie stazioni meteorologiche, quelle identificate da codice WMO e ICAO forniscono medie climatiche ufficialmente riconosciute dalla medesima Organizzazione Meteorologica Mondiale, mentre quelle che risultano prive di tali codici identificativi forniscono dati climatologici fondamentali per l'analisi climatologica a scala maggiormente ridotta: gran parte di queste ultime stazioni appartengono alla rete di monitoraggio del Servizio Idrologico Regionale della Toscana.
Storicamente merita un'apposita menzione la stazione meteorologica di Firenze Monastero degli Angeli, una delle prime stazioni istituite a livello mondiale, che iniziò a effettuare le osservazioni meteorologiche e le registrazioni termometriche in scala fiorentina di 50° a partire dal 1654 nell'ambito della rete meteorologica granducale istituita da Ferdinando II de' Medici e operativa in quell'epoca a livello europeo.
| Toscana centro-settentrionale | Toscana centro-meridionale                                                                                    |
| - Città metropolitana di Firenze - Provincia di Lucca - Provincia di Massa e Carrara - Provincia di Pistoia - Provincia di Prato | - Provincia di Arezzo - Provincia di Grosseto - Provincia di Livorno - Provincia di Pisa - Provincia di Siena |